# Waldo Rubio
Waldo Rubio Marín (ur. 17 sierpnia 1995 w Badajoz) – hiszpański piłkarz grający na pozycji lewoskrzydłowego. Od 2021 jest zawodnikiem klubu Cercle Brugge, do którego jest wypożyczony z Realu Valladolid.

## Kariera klubowa
Swoją piłkarską karierę Rubio rozpoczynał w juniorach takich klubów jak: Flecha Negra (2000-2013) i Recreativo Huelva (2013-2014). W 2014 roku zaczął grać w rezerwach Recreativo, a w 2015 roku stał się również członkiem pierwszego zespołu. Zadebiutował w nim 25 października 2015 w zremisowanym 1:1 domowym meczu z FC Cartagena. W Recreativo grał do lata 2017.
Latem 2017 roku Rubio przeszedł do Córdoby CF. W sezonie 2017/2018 grał głównie w jej rezerwach, a w pierwszym zespole w rozgrywkach Segunda División zadebiutował 14 stycznia 2018 w przegranym 0:2 wyjazdowym meczu z Cádizem.
W lipcu 2018 Rubio został zawodnikiem Realu Valladolid. Swój debiut w Realu w Primera División zanotował 4 kwietnia 2019 w przegranym 0:1 wyjazdowym meczu z CD Leganés.
1 lipca 2021 Rubio został wypożyczony do Cercle Brugge. W barwach tego klubu swój debiut zaliczył 31 lipca 2021 w zremisowanym 1:1 domowym meczu z OH Leuven.
| Sezon   | Klub                | Kraj      | Rozgrywki           | Mecze | Gole |
| ------- | ------------------- | --------- | ------------------- | ----- | ---- |
| 2014/15 | Recreativo Huelva B | Hiszpania | Regional Preferente | ?     | ?    |
| 2015/16 | Recreativo Huelva   | Hiszpania | Segunda División B  | 22    | 1    |
| 2015/16 | Recreativo Huelva B | Hiszpania | Tercera División    | ?     | ?    |
| 2016/17 | Recreativo Huelva   | Hiszpania | Segunda División B  | 21    | 0    |
| 2017/18 | Córdoba CF          | Hiszpania | Segunda División    | 2     | 0    |
| 2017/18 | Córdoba CF B        | Hiszpania | Segunda División B  | 29    | 7    |
| 2018/19 | Real Valladolid     | Hiszpania | Primera División    | 8     | 1    |
| 2018/19 | Real Valladolid B   | Hiszpania | Segunda División B  | 24    | 6    |
| 2019/20 | Real Valladolid     | Hiszpania | Primera División    | 21    | 0    |
| 2020/21 | Real Valladolid     | Hiszpania | Primera División    | 10    | 1    |